# دختری با جوراب‌شلواری صورتی
دختری با جوراب‌شلواری صورتی (به انگلیسی: The Girl in Pink Tights) یک موزیکال کمدی با موسیقی از زیگموند رومبرگ، متن از لئو رابین و کتابی موزیکال از جرام چودوروف و جوزف فیلدز است. نمایش موزیکال در برادوی در ۵ مارس ۱۹۵۴ در تئاتر مارک هلینگر آغاز شد، در مجموع هم ۱۱۵ بار اجرا شد تا این‌که در ۱۲ ژوئن ۱۹۵۴ به پایان رسید.
یک نسخهٔ فیلم برنامه‌ریزی‌شده، پس از این‌که مریلین مونرو در مخالفت با قرارداد استودیویی‌اش، از ایفای نقش در آن خودداری کرد لغو شد. این بازیگر آن را «آشغال» نامید و همچنین او قرار بود که کم‌تر از یک سوم دستمزد همبازی‌اش فرانک سیناترا را دریافت کند.